# Wikariat Torres Vedras
Wikariat Torres Vedras − jeden z 17 wikariatów Patriarchatu Lizbony, składający się z 20 parafii:
- Parafia Matki Bożej Światła w A-dos-Cunhados
- Parafia św. Antoniego w Campelos
- Parafia Matki Bożej Światła w Carvoeira
- Parafia św. Piotra w Dois Portos
- Parafia św. Łukasza we Freiria
- Parafia Matki Bożej z Olivieira w Matacães
- Parafia św. Zuzanny w Maxial
- Parafia Łaski Ducha Świętego w Monte Redondo
- Parafia Najświętszej Maryi Panny Królowej Świata w Outeiro da Cabeça
- Parafia Niepokalanego Poczęcia Najświętszej Maryi Panny w Ponte de Rol
- Parafia Matki Bożej Nieustającej Pomocy i św. Wawrzyńca w Ramalhal
- Parafia św. Jana Chrzciciela w Runa
- Parafia św. Dominika w São Domingos de Carmões
- Parafia św. Mameda w Ventosa
- Parafia św. Piotra w Cadeira
- Parafia Matki Bożej Nieustającej Pomocy w Silveira
- Parafia św. Piotra i św. Jakuba w Torres Vedras
- Parafia Najświętszej Maryi Panny i św. Michała w Torres Vedras
- Parafia św. Marii Magdaleny w Turcifal
- Parafia św. Michała w Vimeiro